# Катрук Іван Іванович
Іва́н Іва́нович Катру́́к — старший солдат Збройних сил України.

## З життєпису
Брав участь у подіях на сході України як водій-лаборант, Військово-медичний клінічний центр Західного регіону.
Влітку 2014-го майор Дмитро Лось у складі 80-ї окремої аеромобільної бригади вирушив на розблокування українських військовиків, водієм був рядовий Іван Катрук (водій-лаборант пересувного рентгенівського кабінету клініки амбулаторно-поліклінічної допомоги). Відразу по прибуттю терористи знову заблокували українські сили.

## Нагороди
За особисту мужність, сумлінне та бездоганне служіння Українському народові, зразкове виконання військового обов'язку відзначений — нагороджений
- орденом «За мужність» III ступеня (3 листопада 2015).